# Sternkoppler
Der Sternkoppler ist eine Netzwerkkomponente, die mehrere Leitungen zusammenführt, vergleichbar mit einem Hub.
Sternkoppler werden zum Beispiel als zentrale Bauelemente für sternförmige Glasfasernetze verwendet, um ein Lichtsignal in mehrere Glasfasern gleichzeitig einzukoppeln.
Es gibt verschiedene Verfahren, wie ein Sternkoppler ein Lichtsignal sternförmig auf mehrere Fasern aufteilt. Ein Verfahren basiert auf dem Verdrillen und Verschmelzen mehrerer Fasern. Ein anderes Verfahren verwendet einen diffusen Glaskörper, der an einer Stirnseite verspiegelt ist. Das Lichtsignal wird an einer Stirnseite eingekoppelt, im diffusen Glas aufgeweitet, an der anderen verspiegelten Stirnseite reflektiert und dann in die anderen Glasfasern ausgekoppelt. Ein drittes Verfahren benutzt ein  Glasplättchen, in das Kanäle eindiffundiert sind und über die das Licht ein- und ausgekoppelt wird.
Sternkoppler arbeiten auch auf elektrischer Ebene. Telefonanlagen enthalten Sternkoppler, über die zentral erzeugte Hörtöne an mehrere Teilnehmerleitungen gleichzeitig gesendet werden.